# Рижское химико-фармацевтическое общество
Рижское химико-фармацевтическое общество — старейшее официальное объединение химиков и фармацевтов в истории Российской империи. У его истоков стоит лифляндский естествоиспытатель Давид Иероним Гриндель, который основал эту организацию в Риге в 1803 году.  
В 1862 году организация стала называться Рижским фармацевтическим обществом. Весь период своего существования общество занималось исследовательской работой в различных областях химии и фармацевтики. Также члены РХФО занимались научными изысканиями в области ботаники. Участники объединения регулярно издавали фармакопеи, разрабатывали методы естественно-научного анализа, проводили опыты и описания минеральных вод на территории Прибалтийских губерний, заслужив репутацию высококачественных экспертов в этой области. Также организация химиков и фармацевтов Риги по совместительству выполняли функцию современной прововольственной комиссии, будучи приглашаемыми для проведения экспертизы и оценки продуктов питания — их мнение было решающим в определении качества того или иного продукта.   
В 1803 году стал выходить печатный орган организации «Russisches Jahrbuch der Pharmazie»— первый такого рода химико-фармацеватический журнал в России. 
В 1937 году РХФО формально прекратило своё существование, передав эстафетную палочку Латвийскому обществу фармацевтов.